# Activity Streams
Activity Streams es una especificación de formato abierto para protocolos de flujos de actividad, que se utilizan para sindicar actividades realizadas en aplicaciones y servicios web sociales, similares a los de Facebook, Instagram y Twitter.
El estándar proporciona una forma general de representar actividades. Por ejemplo, la frase "Jack añadió Hawai a su lista de lugares que visitar" se representaría en ActivityStreams como actor:jack, verb:add, object:Hawaii, target:placestovisit.
Algunos implementadores del borrador de Activity Streams son: Gnip, Stream, Stream Framework y Pump.io.
La mayor librería de código abierto (basada en watchers) es Stream Framework, los autores de Stream Framework también dirigen getstream.io. Además existe una tendencia de SOA (arquitectura orientada a servicios) donde terceras partes potencian este tipo de funcionalidad. [cita requerida]

## Ejemplo
```
{

  
"@context"
:
 
"https://www.w3.org/ns/activitystreams"
,

  
"summary"
:
 
"Una nota"
,

  
"type"
:
 
"Nota"
,

  
"content"
:
 
"Mi perro tiene pulgas."

}

```